# Дебелоглави змии
Дебелоглавите змии (Dipsadinae) са подсемейство влечуги от семейство Смокообразни (Colubridae).
Таксонът е описан за пръв път от Шарл Люсиен Бонапарт през 1838 година.

## Родове
- Adelphicos
- Adelphostigma
- Alsophis – Централноамерикански змии бегачи
- Amastridium – Колумбийски змии
- Amnesteophis
- Antillophis
- Apostolepis
- Arcanumophis
- Arrhyton
- Atractus – Вретеновидни змии
- Boiruna
- Borikenophis
- Caaeteboia
- Caraiba
- Carphophis – Червейни змии
- Chapinophis
- Chersodromus
- Clelia – Мусурани
- Coniophanes – Конусовидни змии
- Conophis – Лъжливи смокове
- Contia – Контии
- Cubophis
- Darlingtonia
- Diadophis – Огърличести змии
- Dibernardia
- Dipsas – Голямоглави американски змии
- Echinanthera
- Elapomorphus
- Emmochliophis
- Enuliophis
- Enulius
- Eridiphas
- Erythrolamprus – Псевдокоралови змии
- Farancia – Рогати тинести змии
- Galvarinus
- Geophis
- Gomesophis
- Haitiophis
- Helicops – Американски гребенести змии
- Heterodon – Свиненоси змии
- Hydrodynastes
- Hydromorphus – Тропически водни змии
- Hydrops – Амазонски водни змии
- Hypsiglena – Нощни смоци
- Ialtris
- Imantodes – Тъпоглави дървесни змии
- Incaspis
- Leptodeira – Коткоглави змии
- Lioheterophis
- Lygophis
- Magliophis
- Manolepis
- Mesotes
- Mussurana
- Ninia
- Nothopsis
- Omoadiphas
- Oxyrhopus – Лунни смокове
- Paraphimophis
- Phalotris
- Philodryas – Южноамерикански храстови змии
- Phimophis – Фимофиси
- Plesiodipsas
- Pliocercus
- Pseudalsophis
- Pseudoboa – Псевдобои
- Psomophis
- Ptychophis
- Rhadinaea
- Rhadinella
- Rodriguesophis
- Saphenophis
- Sibon – Змии охлювичари
- Sibynomorphus
- Siphlophis
- Synophis
- Tachymenis
- Taeniophallus
- Thamnodynastes
- Thermophis
- Tretanorhinus
- Trimetopon
- Tropidodipsas
- Tropidodryas
- Uromacer
- Urotheca
- Xenodon – Жабоядни змии
- Xenoxybelis